# Euploea cyllene
Euploea cyllene är en fjärilsart som beskrevs av Otto Staudinger 1889. Euploea cyllene ingår i släktet Euploea och familjen praktfjärilar. Inga underarter finns listade i Catalogue of Life.